# Пол Макшейн
Пол Макшейн (англ. Paul McShane, * 6 січня 1986, Кілпеддер) — ірландський футболіст, захисник клубу «Халл Сіті».

## Клубна кар'єра
Вихованець футбольної школи клубу «Манчестер Юнайтед».
У дорослому футболі дебютував 2004 року виступами на умовах оренди за команду клубу «Волсолл», в якій провів один сезон, взявши участь лише у 4 матчах чемпіонату. Протягом 2005—2006 років також як орендований гравець захищав кольори команди клубу «Брайтон енд Хоув».
Своєю грою за останню команду привернув увагу представників тренерського штабу клубу «Вест-Бромвіч Альбіон», до складу якого приєднався 2006 року. Відіграв за клуб з Вест-Бромвіча наступний сезон своєї ігрової кар'єри. Більшість часу, проведеного у складі «Вест-Бромвіч Альбіона», був основним гравцем захисту команди.
2007 року уклав контракт з клубом «Сандерленд», у складі якого провів також один сезон, після чого був відданий в оренду до клубу «Халл Сіті».
У 2009 році уклав повноцінний контракт з «Халл Сіті». 2011 року деякий час на умовах оренди захищав кольори команди клубу «Барнслі», в якій провів 10 матчів в національному чемпіонаті.

## Виступи за збірну
2006 року дебютував в офіційних матчах у складі національної збірної Ірландії. Наразі провів у формі головної команди країни 26 матчів.